# Echidnopsis ballyi
Echidnopsis ballyi är en oleanderväxtart som först beskrevs av Marn.-lapost., och fick sitt nu gällande namn av Bally. Echidnopsis ballyi ingår i släktet Echidnopsis och familjen oleanderväxter. Inga underarter finns listade i Catalogue of Life.